# Eimeria tenella
Eimeria teniella es un protozoo parásito que infecta las células del epitelio cecal de los pollos.
Se localiza en el ciego de las aves de corral, a las que afecta con una coccidiosis hemorrágica, que destruye las células  epiteliales intestinales. 
Tiene un ciclo  de vida complejo, la mayor parte del cual es intracelular. Hacia el final de su desarrollo dentro del huésped, los merozoitos asexuales se diferencian en  macrogametocitos y microgametocitos.
Posee 4 esporoquistos con 2 esporozoitos cada uno, o sea 8 espozoitos.
Es agente causal de la coccidiosis cecal en los pollos, caracterizada por una diarrea sanguinolenta aguda. El ooquiste mide 32 por 19um de longitud, no tiene micrópilo y presenta un cuerpo residual grande.